# Ferdinand-Marie Baader
Pour les articles homonymes, voir Baader.
Ferdinand-Marie Baader est un médecin bavarois du XVIIIe siècle né à Ingolstadt le 10 février 1747, mort à Augsbourg le 4 mars 1797.

## Biographie
Il prend le bonnet de docteur dans sa ville natale en 1771 puis s'installe la même année dans la commune d'Erding qui lui octroie le titre de physicien de la ville et où il épouse la veuve du dénommé Georges Schweinhammer, auquel il succède également dans ses fonctions. Bien dans son temps, Il s'intéresse également aux sciences et à la philosophie, et l'on retrouve son mémoire sur quelques innovations en Physique parmi les Nouveaux Mémoires philosophiques de l'Académie des sciences de Munich. Il reçoit une chaire d'Histoire naturelle à l'Académie des sciences de Munich en 1776 à l'âge de 29 ans après en être devenu membre ordinaire la même année, puis dirige deux ans plus tard la classe de physique et de philosophie de l'académie.
Auteur d'ouvrages de circonstance, il est crédité d'un traité sur les procédés de soigner les maladies vénériennes publié en 1777 et qualifié de remarquable près d'un siècle plus tard dans le Grand dictionnaire universel du XIXe siècle.
Il meurt d'apoplexie le 4 mars 1797.

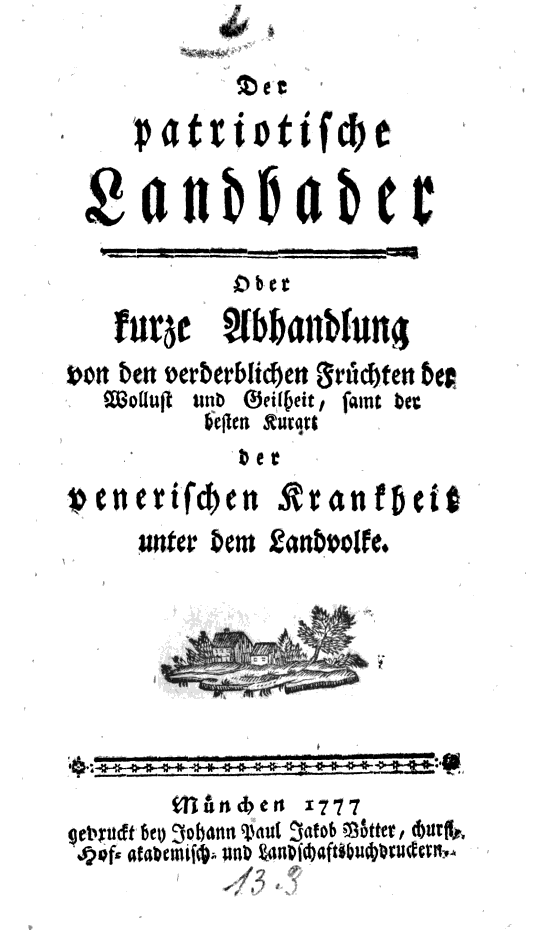
Ouvrage relatif au traitement des maladies vénériennes, F.-M. Baader (1777)

## Œuvres
- (de) Der patriotische Landbader: oder kurze Abhandlung von den verderblichen Früchten der Wollust und Geilheit, samt der besten Kurart der venerischen Krankheit unter dem Landvolke, Ferdinand-Marie Baader, Éd. Nötter (Munich), 1777.
- (de) Akademische Rede: was hat die Stiftung der Akademie sur Aufklosrung des Vaterlandes beygetragen?, Ferdinand-Marie Baader, Munich, 1783.
- (de) Akademische Rede ueber das Stadium der Philosophie, Ferdinand-Marie Baader, Munich, 1778.
- (de) Vertraute Briefe ueber eine ganz anerhoerte und machtheiliche Pockenkur, Ferdinand-Marie Baader, Munich, 1778.
- (de) Akademische Rede von dem Gluecke der Walker unter guten Regenten, Ferdinand-Marie Baader, Munich, 1777.
- (de) Der patriotische Landbader, order kurze Abhandlung von den verderblichen Fruechten der Wollust und Geilheit, sammt der besten Kurart der venerischen Krankheiten unter dem Landvolke, Ferdinand-Marie Baader, Munich, 1777.
- (de) Rede ueber die NaturKunde und OBkonomie, worinn zugleich die Frage abgehandelt wird : was hat sich das Vaterland von diesem Lehrstuhle su versprechen?, Ferdinand-Marie Baader, Munich, 1776.